# Paul Heinrich (Dichter)
Paul Heinrich (bürgerlich Christoph Heemann, * 6. November 1969 in Ibbenbüren; † 11. März 2023 in Emden) war ein deutscher Dichter. 

## Leben
Heinrich wuchs in Ibbenbüren auf. Nach Abitur und Studium in Kiel und Osnabrück, arbeitete er ab 1995 bis zu seinem Tod in einer sozialtherapeutischen Dorfgemeinschaft am Bodensee in der anthroposophischen Heilpädagogik.
Er veröffentlichte nebenberuflich in zahlreichen Lyrik-Anthologien und seit 2008 eigene Gedichtbände im Nachttischbuch-Verlag. Er wurde der Generation der Pop-Literaten zugerechnet, obwohl er später als diese Autoren geboren wurde und stilistisch eher an der deutschen Songwriter-Szene der Nullerjahre orientiert war.
Paul Heinrich war verheiratet, Vater und Großvater.

## Werke
- inne halten. Gedichte, Nachttischbuch-Verlag, Berlin 2008 (ISBN 978-3-93755-010-7)
- tellerrandwärts. Gedichte, Nachttischbuch-Verlag, Berlin 2009 (ISBN 978-3-93755-014-5)
- nach Tisch. Gedichte, Nachttischbuch-Verlag, Berlin 2010 (ISBN 978-3-93755-017-6)
- Hauser. Gedichte, Nachttischbuch-Verlag, Berlin 2012 (ISBN 978-3-93755-020-6)
- gegen Mittag. Gedichte, Nachttischbuch-Verlag, Hamburg 2015 (ISBN 978-3-93755-024-4)

## Beiträge in Anthologien (Auswahl)
- Versnetze I –VIII, Axel Kutsch (Hg.), Verlag Ralf Liebe, Weilerswist 2008–2015 (ISBN 978-3-93522-186-3)
- Westfalen, sonst nichts?, Adrian Kasnitz/ChristophWenzel (Hg.), Parasitenpresse, 2012 (ISBN 978-3-98135-872-8)
- Don`t Try! Eine Charles Bukowski Hommage, Acheron-Verlag, Leipzig, 2013